# 大塔山
大塔山（おおとうざん）は、和歌山県田辺市と古座川町の境界にある標高1122メートルの山である。熊野川水系、古座川水系、日置川水系の水源となっている。
本州南限のブナ林植生地であるが、1998年、古座川町がハイキングコースを整備する際に見晴らしのために山頂の自然林を誤って伐採。その後周囲の木々の枯死が広がった。このため周囲を金属フェンスで囲むなどして植生の回復に取り組んでいる。